# فرودگاشهری آ (اکلاهما)
فرودگاشهری آ (اوکلاهاما) (به انگلیسی: Municipal Airport (Oklahoma)) (به زبان بومی: Texhoma Municipal Airport) یک فرودگاه همگانی بهره‌برداری هوایی است که یک باند فرود آسفالت دارد و طول باند آن ۱۰۸۶ متر است. این فرودگاه در کشور ایالات متحده آمریکا قرار دارد و در ارتفاع ۱۰۵۵ متری از سطح دریا واقع شده‌است.